# Azorella compacta
Espèce
Synonymes
- Azorella columnaris H.Wolff[1]
- Azorella prismatoclada Domin[1]
- Azorella yareta Hauman[1]
- Laretia compacta (Phil.) Reiche[1]
- Laretia yareta (Hauman) Mathias & Constance[1]

Statut de conservation UICN

 LC  : Préoccupation mineure
Azorella compacta, connue en espagnol sous le nom de Llareta ou yareta, est une espèce de plante à fleurs de la famille des Apiaceae, les Ombellifères. C'est une plante ligneuse en forme de coussin. Adaptée aux conditions extrêmes de sécheresse et de froid, elle pousse dans la puna de la cordillère des Andes en Amérique du Sud.

## Dénominations
Bien qu'abondamment récoltée, cette espèce n'est formellement décrite que tardivement en 1891 à partir d’exemplaires issus du Chili par le naturaliste chilien Rodolfo Armando Philippi qui la nomme Azorella compacta. Mais mal documentée, elle est une nouvelle fois décrite en 1919 à partir de spécimens argentins par le botaniste belge Lucien Hauman sous le nom Azorella yareta. La règle d'antériorité s’appliquant, c'est le nom choisit par Philippi qui est considéré comme correct.
En espagnol, Azorella compacta est nommée Llareta, yareta, yarita et plus localement Ch’ampa. Les trois premiers noms sont d'origine cunza, un isolat linguistique éteint autrefois parlé par les Atacamas. Mais ils qualifient tout autant une dizaine d'espèces différentes ayant pour point commun de pousser sous la forme de coussin compact dans les Andes

## Description

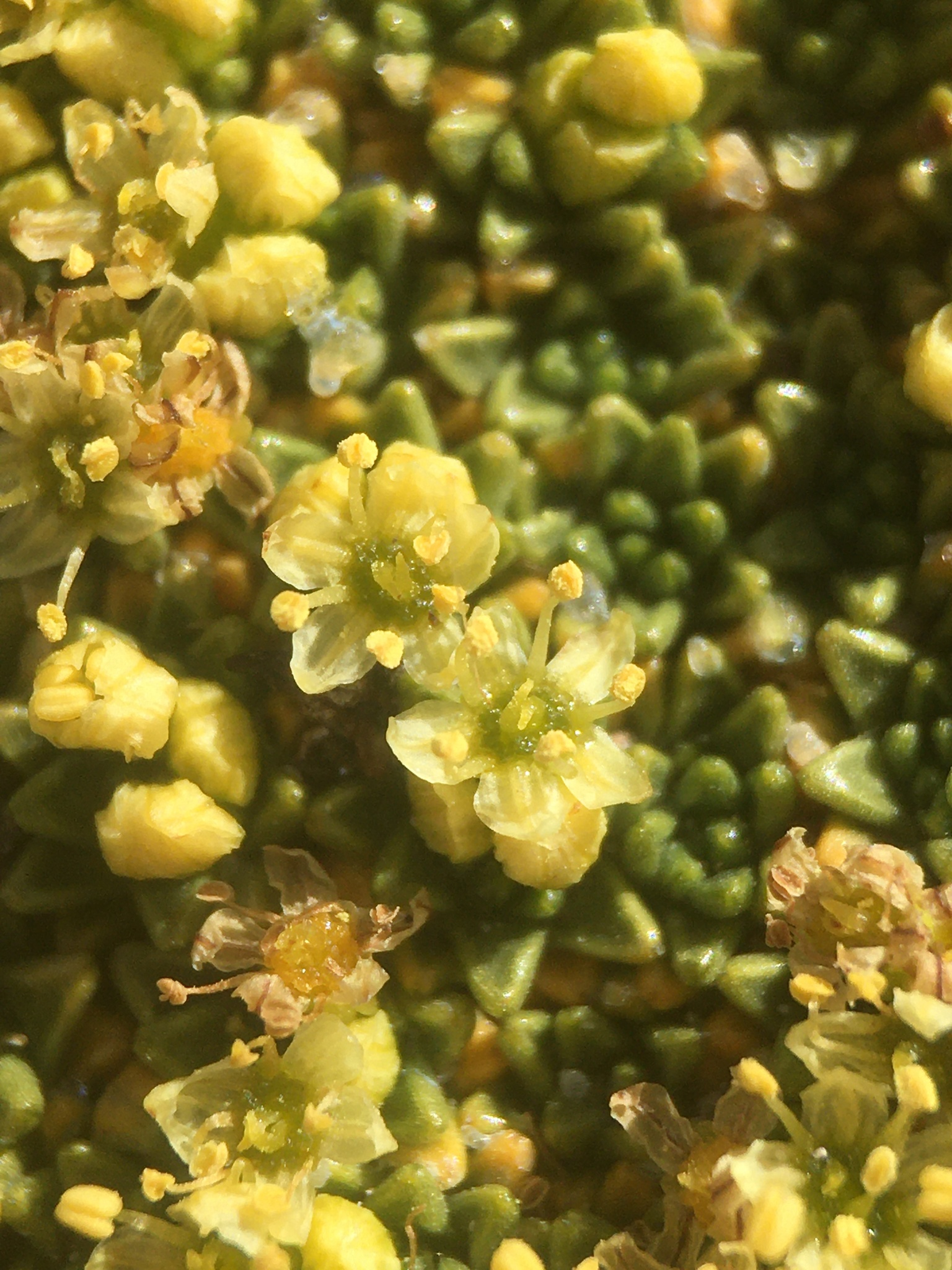
Azorella compacta en floraison

Azorella compacta est un sous-arbrisseau chamaephyte en coussins à feuillage persistant coloré d'un vert clair tranchant avec les couleurs pâles du désert. Une fois bien développé, il atteint 1,5 m de haut pour plusieurs mètres de diamètre. Cette espèce développe une masse compacte, dure et arrondie composée de nombreux troncs invisibles disposés en rosette et tend à devenir hémisphérique. Ses feuilles sont chargées d'une résine constituée de terpènes et mesurent de 2 à 4 mm de long pour 1 à 2 mm de large. Elles sont sessiles, glabres, entières, oblongues, avec un sommet aigu, mucroné à arrondi, à marge lisse ou avec quelques cils. De la résine est également visible sous forme de gouttelettes sur le feuillage et sur le sol autour du coussin.
Ses fleurs jaune verdâtre sont regroupées en très petites ombelles sessiles par 1 à 5. Ces fleurs sont attachées par un pédicelle mesurant jusqu'à 3 mm de long ; le calice présente des dents bien développées ; les pétales sont oblongs mesurent jusqu'à 2 mm de long ; le stylopode est déprimé et le style mesure jusqu'à 0,7 mm de long. Les ombelles sont composées soit de fleurs hermaphrodites ou soit de fleurs femelles. Le fruit est un petit schizocarpe ovoïde et sec de 4 à 5 mm de côté ; il présente des saillies marqué par des canaux sécréteurs de résines et ne contient qu'une seule graine.

## Confusions possibles

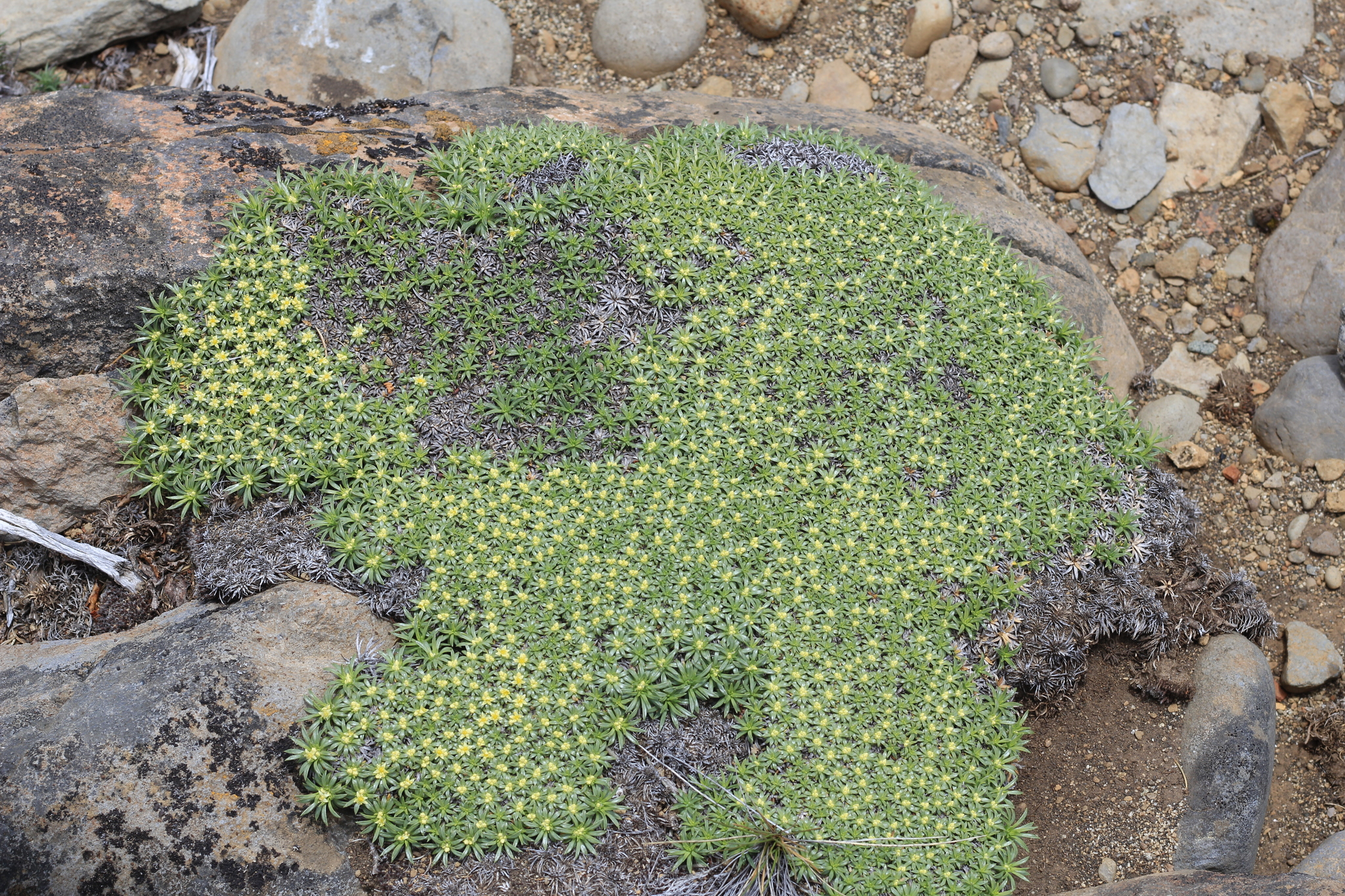
Azorella monantha

Azorella compacta se différencie des autres espèces du genre Azorella par ses feuilles entières, oblongues, glabres, sessiles et chargées de résine, par ses ombelles garnies de 1 à 5 fleurs sessiles et par la base de ses feuilles et bractées à marge glabre ou avec peu de cils. Ses fruits fortement marqués par des canaux sécrétoires sont une caractéristique remarquable de cette espèce. 
Azorella monantha est une espèce très proche par la densité de ses coussins et la morphologie de ses feuilles et de ses inflorescences. Elle s'en différencie par ses fruits aux côtes non marquées et par la base de ses feuilles et de ses bractées aux cils abondants. Leur aire de répartition ne se chevauchent pas, A. monantha préférant pousser de 0 à 3 000 m d'altitude.

## Écologie et distribution

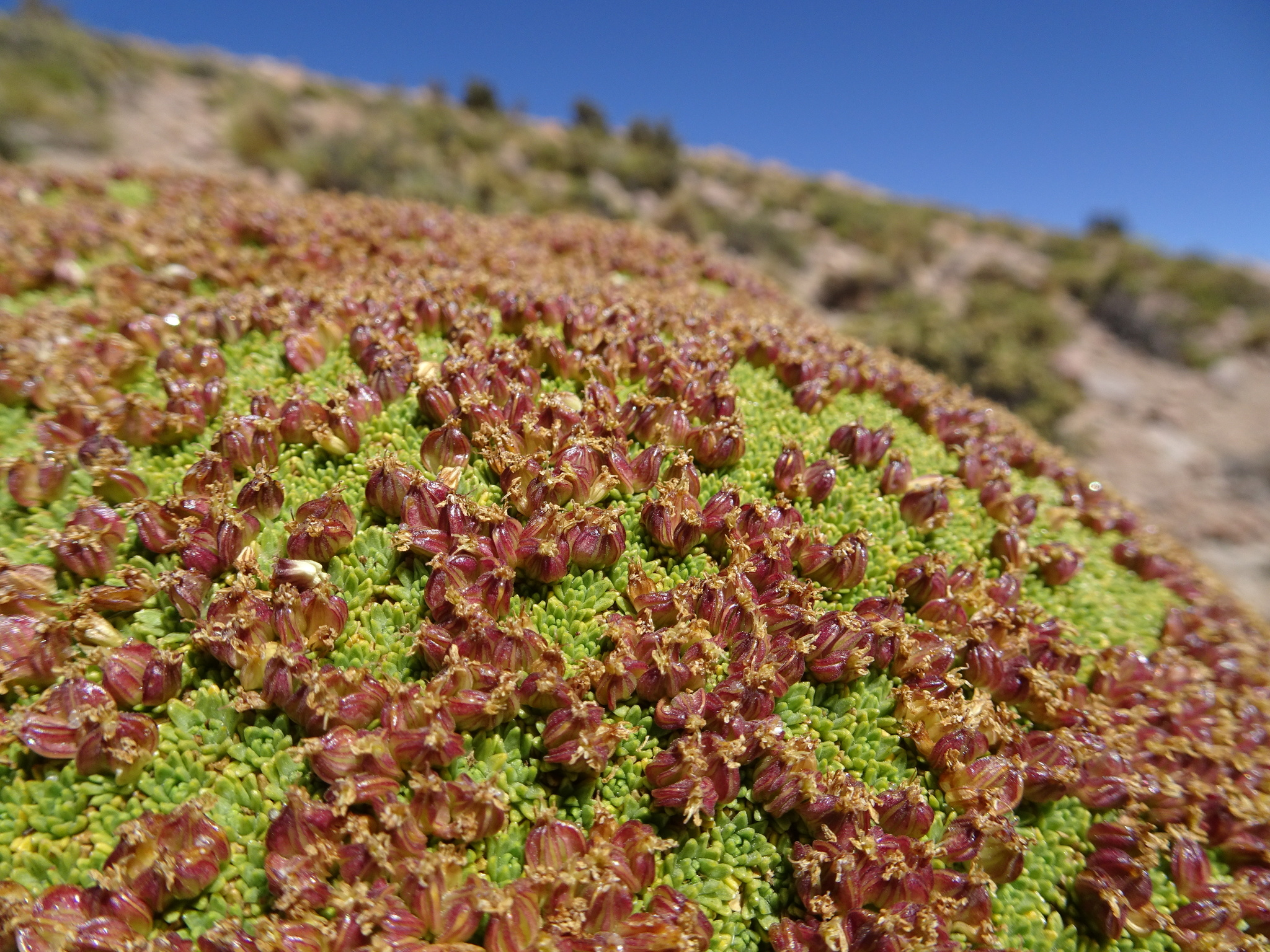
Azorella compacta en fructification

Azorella compacta se rencontre dans les prairies et les pentes rocheuses de la zone sèche de la puna dans la Cordillère des Andes entre 3 800 et 5 200 m d'altitude ; notamment sur les pourtours du désert d'Atacama au Nord du Chili ainsi qu'au Sud du Pérou, à l'Ouest de la Bolivie et au Nord-Ouest de l'Argentine, où elle est commune. Il s'agit de l'une des plantes ligneuses présentes aux plus hautes altitudes du monde, avec Polylepis tarapacana.
Au Pérou, cette espèce est présente dans les départements andins d'Apurímac, Arequipa, Cusco, Moquegua, Puno et Tacna, entre 3 900 et 4 800 m d'altitude. En Bolivie, elle est présente dans les départements des Andes orientales tels que Chuquisaca, Cochabamba, La Paz, Oruro, Potosí et Tarija, entre 3 000 et 5 000 m d'altitude. Au Chili, il est connu dans la région de Tarapacá, entre 3 500 et 4 600 m d'altitude. En Argentine, elle est connue dans les provinces de Catamarca, Jujuy, la Rioja, Salta et Tucumán, entre 3 200 et 4 600 m d'altitude.

## Biologie
Pour un article plus général, voir Plante en coussin.

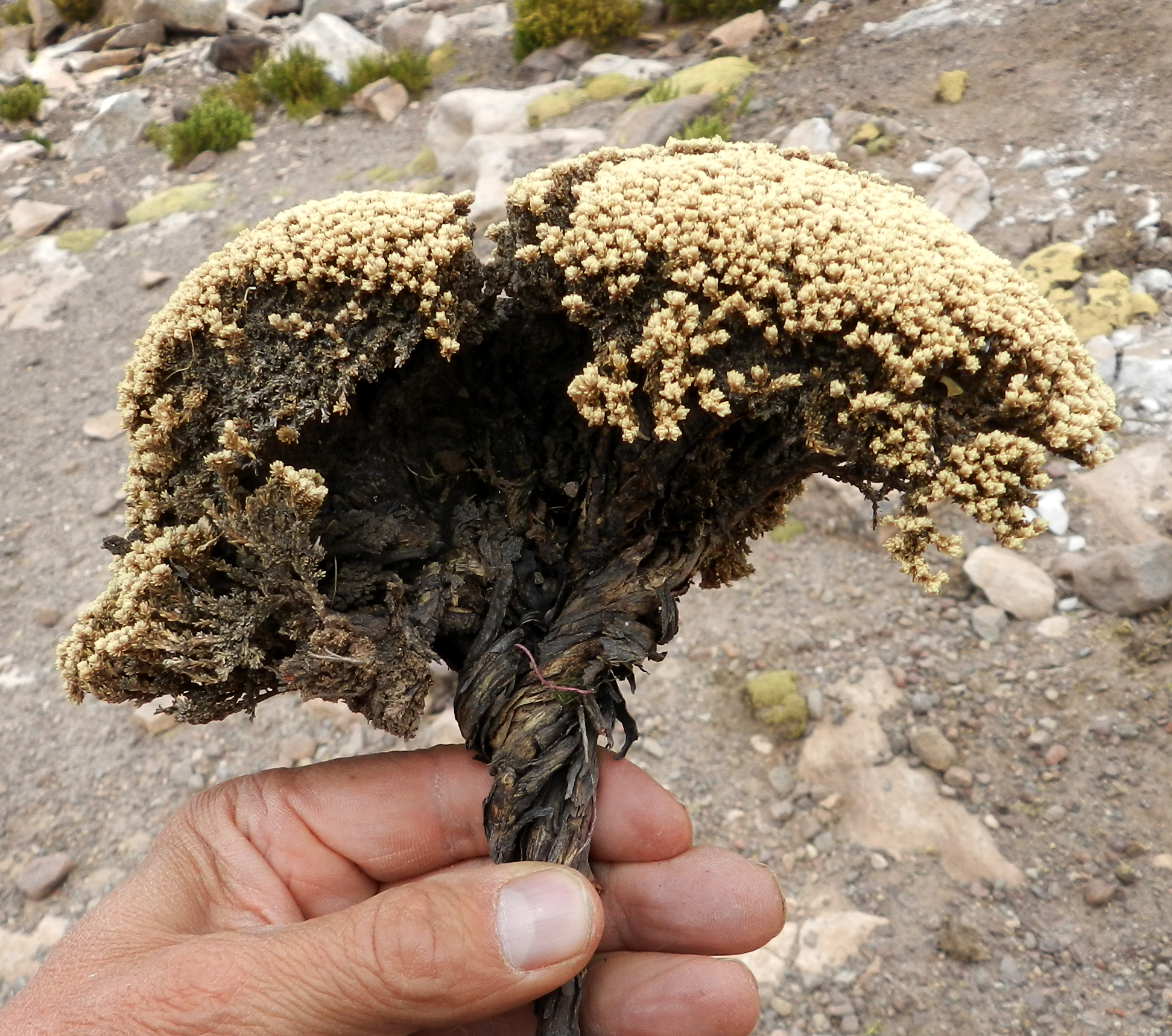
Formation intérieure d'une yareta

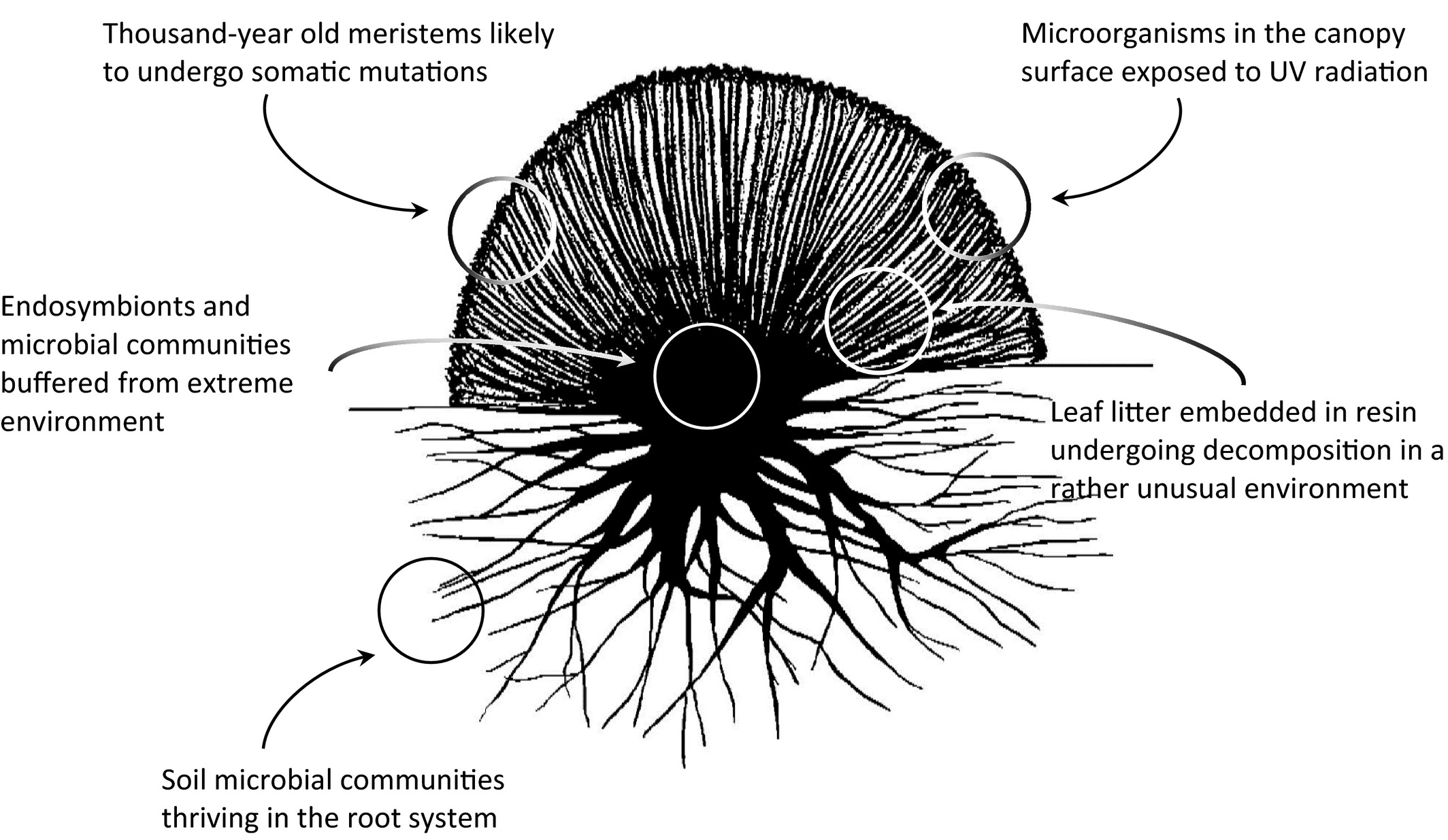
Diagramme représentant les adaptations d'Azorella compacta et des plantes en coussin en général.

Azorella compacta, comme d'autres plantes en coussin, est adaptée aux conditions extrêmes de sécheresse et de froid ; la pénurie d'eau s'ajoutant à la limitation des nutriments et au fort rayonnement ultra-violet. Son port très compact permet de réduire la perte de chaleur pendant la nuit. De plus, les coussins sont généralement orientés vers le Nord et à un angle d'environ 20° par rapport à l'horizontale pour maximiser la captation du rayonnement solaire. L'effet coussin agit également sur la conservation de l'humidité et de sa propre matière organique en décomposition. Le fait qu'il soit particulièrement compact et enrobé de résine limite également l'herbivorie extérieure mais conditionne aussi la façon dont les feuilles sénescentes se décomposent à l'intérieur de la plante. En effet, l'intérieur manque d'oxygène et la décomposition est anaérobie et incomplète, un mode de dégradation comparable à la constitution de la tourbe,.
La floraison de la yareta est printanière et estivale, débutant au mois de novembre et sa fructification est visible jusqu'en avril, en automne. Cette floraison est protandre, c'est-à-dire que les fleurs hermaphrodites composées de mâles et de femelles, présentent dans les ombelles principales, mûrissent en premier et les fleurs femelles des ombelles axillaires mûrissent plus tard. Cette caractéristique minimise l'autopollinisation et maximise la pollinisation croisée, les fleurs étant pollinisée par des insectes. Le rapport entre les fleurs hermaphrodites et les fleurs femelles est très variable mais les ombelles sont généralement homogènes, c'est-à-dire que toutes les fleurs d'une ombelle sont soit hermaphrodites soit femelles. 

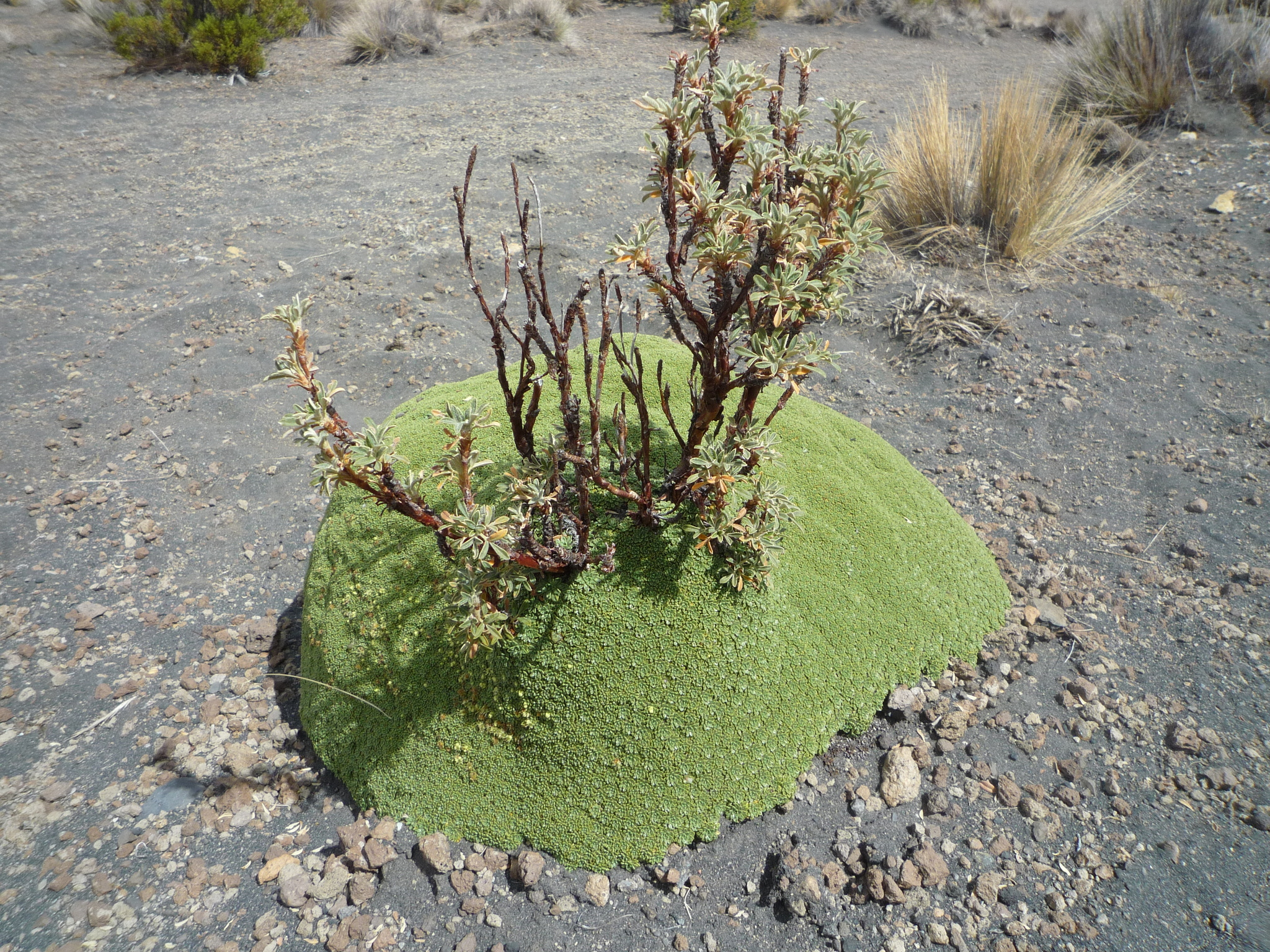
Association avec Polylepis tarapacana

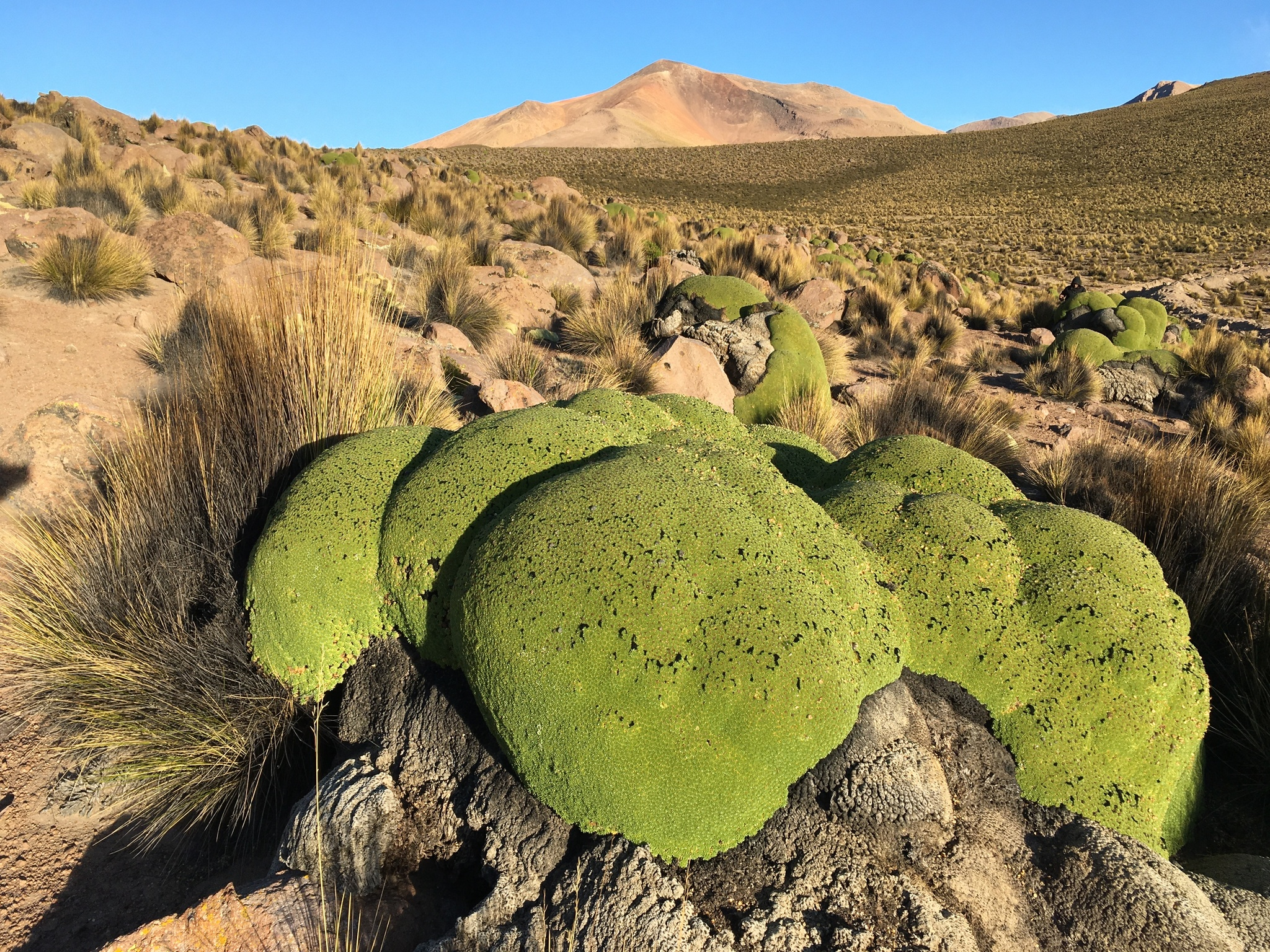
Azorella compacta, port classique

La majorité des yaretas présente des stigmates liés au feu. En effet, la résine brûle facilement et les éclairs y mettent souvent le feu. Néanmoins, les bourgeons protégés par la structure compacte peuvent restaurer le feuillage après un incendie ; des vagues de feuilles vertes recouvrent alors les surfaces carbonisées, témoins d'incendies antérieurs.
Sa pousse est très lente, avec une très grande longévité, certains spécimen étant âgés de 3 000 ans, bien que l'âge typique soit d'environ 850 ans. Suivant les études, sa croissance radiale oscille entre 1,4 mm et 4 mm par an. Cependant, il s'avère que dans un même ensemble de coussins, il existe une variabilité génétique des tissus de surface, variabilité plus étroite à l'intérieur des coussins que dans la population générale. Il pourrait s'agir de mutations somatiques d'un même individu,. Une étude similaire portant sur Azorella selago émet l'hypothèse de l'existence de plusieurs individus distincts.
L'effet coussin facilite la survie d'autres espèces, notamment de larges communautés microbiennes, qui vivent sur la surface et à l'intérieur de ce micro-habitat. Mais les terpènes de sa résine sont antimicrobiens et contribuent à protéger la plante contre les bactéries pathogènes ainsi qu'à structurer les communautés microbiennes vivant en symbiose avec elle. Ces bactéries et notamment celles vivant à l'intérieur ainsi que des champignons mycorhiziens pourraient jouer un rôle crucial dans sa survie.

## Usages

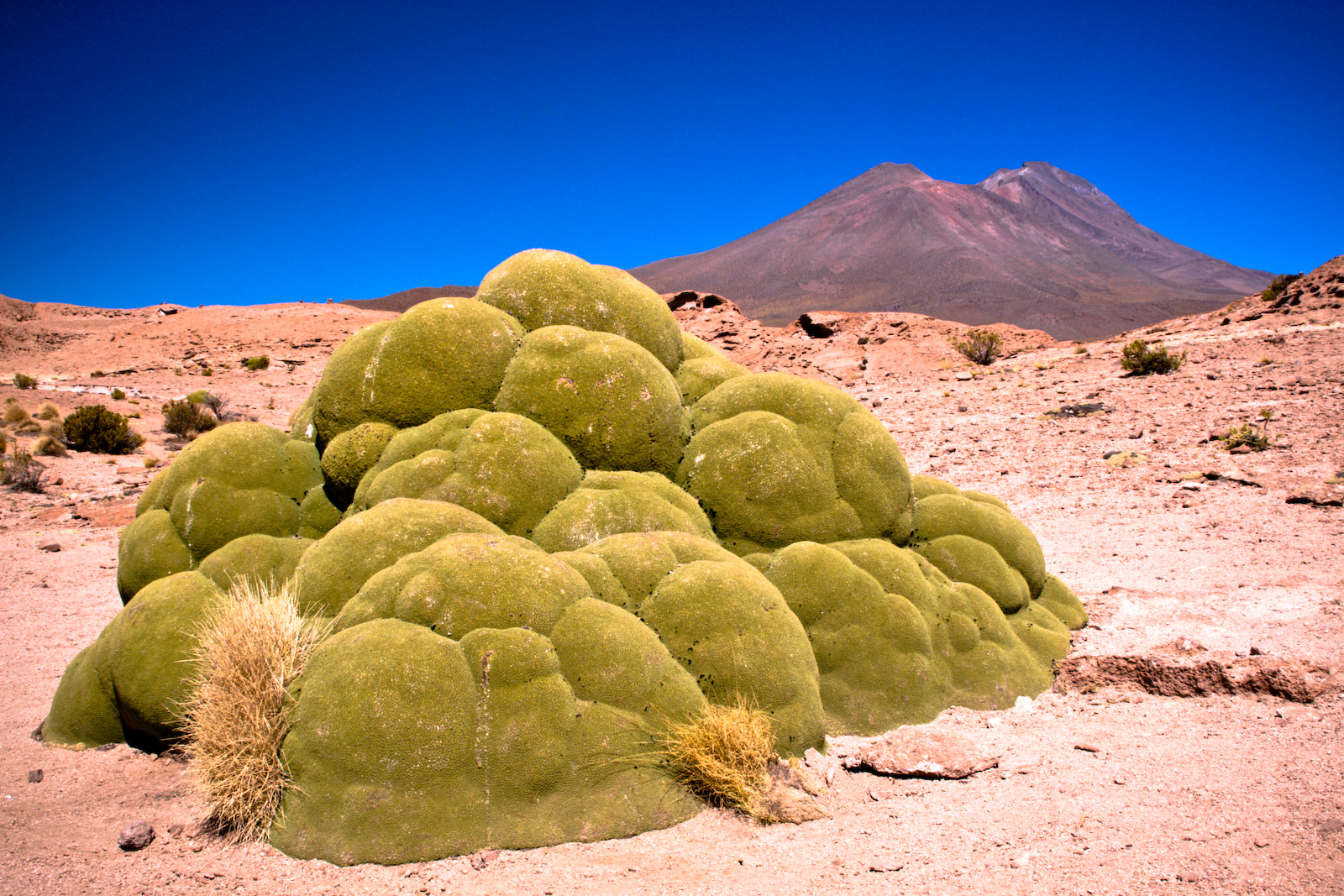
Azorella compacta, port général d'un spécimen âgé de 3000 ans.

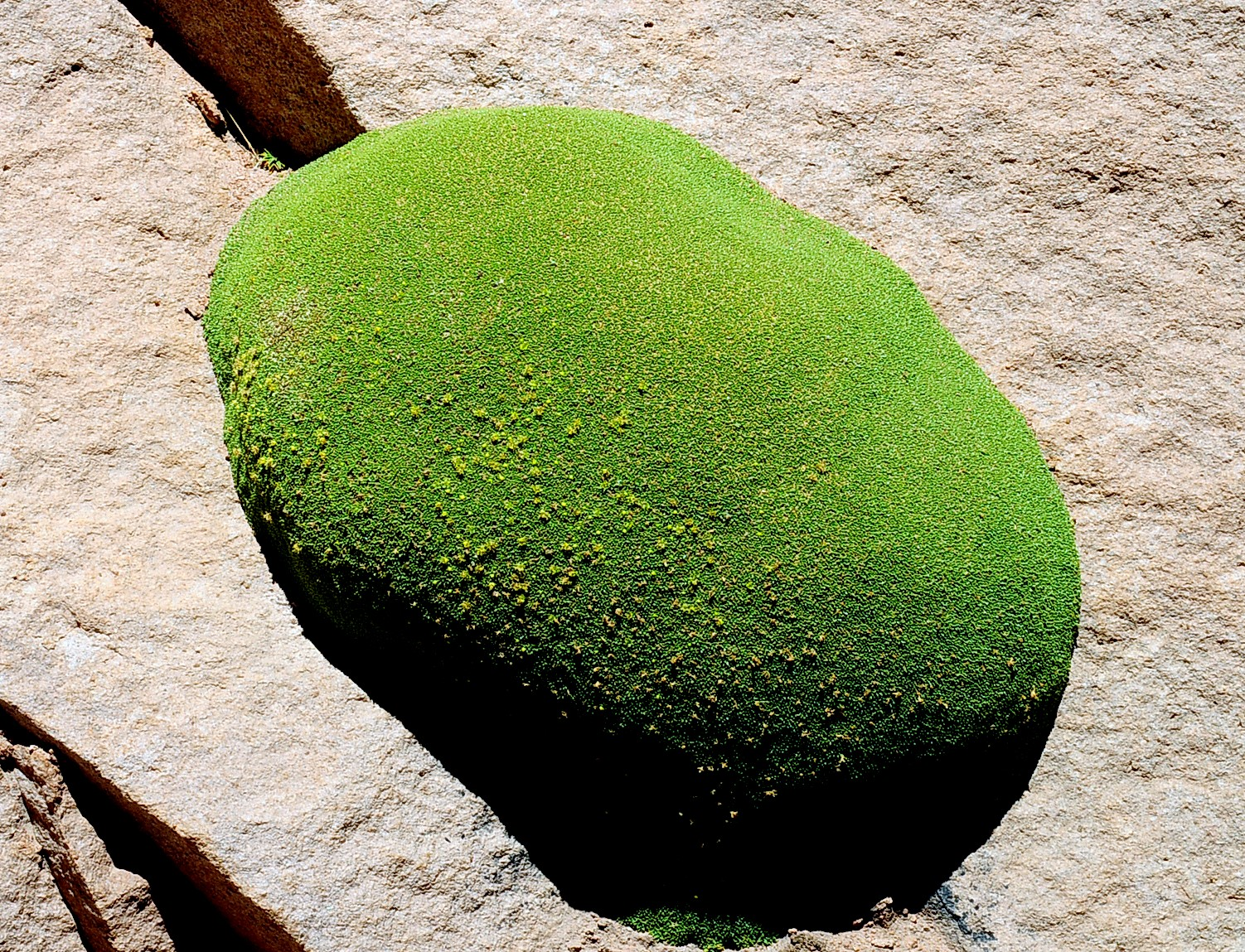
Azorella compacta, jeune spécimen

### Plante médicinale
La yareta est utilisée par la médecine traditionnelle des peuples andins contre la fièvre, l'asthme, le rhume et la bronchite. Elle a démontré des propriétés antimicrobienne, anti-inflammatoire, analgésique et  antihyperglycémique.

### Combustible
La yareta est surtout utilisée comme combustible car, du fait de ses terpènes et de sa masse de matière organique mal décomposée, elle a un pouvoir calorifique élevé comparable à ceux du charbon et de la tourbe. Les habitants de ces régions pauvres en arbres ou végétaux combustibles, notamment les Aymaras, les ramassent et les conservent un an avant de les brûler. Pour la même raison, elle est surexploitée par l'industrie des nitrates durant le XIXe siècle et jusqu'au début du XXe siècle.

### Horticulture
Azorella compacta est utilisée en tant que plante ornementale dans les jardins d'agréments. Elle pousse sur les sols sableux et bien drainés, très pauvres et est indifférente au pH. Elle supporte un très fort ensoleillement et ne tolère pas l'ombre[réf. nécessaire].

## Protection et état des populations
Azorella compacta est aujourd'hui protégée avec succès et l'UICN la considère comme une espèce de préoccupation mineure en raison de la stabilité de ses populations. Au Chili, son extraction et son transport sont réglementés à partir de 1941 et l'espèce y est strictement protégée depuis 2008 car considérée comme vulnérable,. Au Pérou, elle est également considérée comme vulnérable et protégée par la législation, alors qu'en Bolivie, elle est classée comme espèce en danger. En outre, elle est présente dans plusieurs zones protégées.
Il semble que les plus gros individus aient été récoltés ou ne subsistent que dans des zones reculées. Son rétablissement pourrait durer des siècles, bien qu'un nombre relativement élevé de jeunes individus puisse être facilement trouvé dans certains endroits, ce qui indique un retour de l'espèce. Néanmoins, la pollution tend à devenir une nouvelle source limitative de son développement[réf. nécessaire].